# Messor aciculatus
Messor aciculatus är en myrart som först beskrevs av Smith 1874.  Messor aciculatus ingår i släktet Messor och familjen myror.

## Underarter
Arten delas in i följande underarter:
- M. a. aciculatus
- M. a. risianus